# 少花娃儿藤
少花娃儿藤（学名：Tylophora oshimae），又名狭叶鸥蔓，是夹竹桃科娃儿藤属的植物，为台灣特有植物。分布在台湾等地，多生长在山地林中。